# American Community Survey
Das American Community Survey (ACS) ist eine jährlich stattfindende Erhebung, die seit 2005 vom United States Census Bureau durchgeführt wird. Sie ergänzt die alle zehn Jahre stattfindenden Volkszählungen (Census). Ziel des ACS ist es, ein genaueres Bild über die sozio-ökonomischen Zustand der amerikanischen Bevölkerung zu gewinnen. Dadurch soll es den einzelnen Verwaltungseinheiten ermöglicht werden, Planungen auf Grundlage aktuellerer Daten vorzunehmen. Das ACS sollte außerdem den Census vereinfachen. Während in der Vergangenheit jeder Haushalt das sogenannte short form und etwa jeder sechste Haushalt das long form ausfüllen musste, gab es im Census 2010 erstmals nur einen Fragebogen, der etwa dem vormaligen short form entsprach – das bisherige long form wurde durch das ACS ersetzt.
Im Gegensatz zum Census, in dem (theoretisch) jeder Einwohner der Vereinigten Staaten befragt wird, beruht das ACS auf Stichproben, die monatlich an etwa 250.000 Haushalten durchgeführt werden. Während der Census 2010 jedoch nur 10 Fragen enthält – hauptsächlich zu Alter, Geschlecht, ethnischer Herkunft und ob die Person Mieter ist oder Eigentümer, hat der ACS-Fragebogen etwa 70 Fragen für einen Einpersonenhaushalt (bei größeren Haushalten müssen einige Fragen für jedes Haushaltsmitglied beantwortet werden). Neben persönlichen Angaben enthält dieses Formular auch Fragen zur Wohnungssituation, Bildung, Arbeit und Einkommen und dem Weg zur Arbeit.
Die Daten des ACS können auf der Website des Census Bureau unentgeltlich abgerufen werden.